# Мініта
Мі́ніта, також Мінфа, Мінта, Мента (грец. Μίνθη або Μένθη Minthe) — персонаж давньогрецької мітології, німфа-наяда, покровителька річки Кокіт, через що називалась Кокітідою.
В німфу закохався Аїд, через що його дружина Персефона знищила суперницю, перетворивши її, за словами Страбона, в «садову м'яту, яку деякі називають гедіосмон (букв. пахнучий)».
За версією Оппіана, була німфою в підземному царстві, наложницею Аїда. Мініта постійно скаржилась та сварилась на нову суперницю Персефону, через що було розтоптана її матір'ю Деметрою. Згодом на цьому місці виросла м'ята.
У стародавній Греції м'яту використовували в похоронних обрядах разом з розмарином і миртом, а не просто для усунення запаху гниття; м'ята була елементом ферментованого ячмінного напою, званого кікеон, який був важливим підготовчим ентеогеном для учасників Елевсинських містерій, який давав надію в потойбічне життя для посвячених.